# جزیره گنج حیوانات
جزیره گنج حیوانات (به انگلیسی: Animal Treasure Island) یک انیمه سینمایی ژاپنی است که در سال ۱۹۷۱ منتشر شد. فیلم اقتباسی از رمان جزیره گنج نوشته رابرت لویی استیونسن در سال ۱۸۸۳ است. این فیلم توسط توئی انیمیشن تولید و در بیستمین سالگرد استودیو منتشر شد.

## مانگا
هایائو میازاکی اقتباسی از مانگا را به عنوان بستر تبلیغاتی فیلم ایجاد کرد. این مانگا در ۱۳ قسمت، به صورت رنگی چاپ شده، در نسخه یکشنبه توکیو شیمبون از ژانویه تا مارس ۱۹۷۱ منتشر شد.